# Dennis Horner
Dennis John Horner (Linwood, 5 febbraio 1988) è un ex cestista statunitense.

## Palmarès
- All-NBDL Third Team (2012)